# Bénye
Bénye je maďarská obec v župě Pest. V roce 2015 zde žilo 1 220 obyvatel.

## Poloha obce
Sousední obce jsou Gomba, Káva, Monor, Monorierdő a Pilis.